# Paviljoen van Tervuren
Het paviljoen van Tervuren was een zomerverblijf dat tussen 1817 en 1823 in het Park van Tervuren werd gebouwd voor de Prins van Oranje en zijn vrouw Anna Paulowna van Rusland, naar de plannen van Charles Vander Straeten. Na de Belgische Revolutie werd het door de Belgische Staat in beslag genomen en kwam het in bezit van de Belgische monarchie. Vanaf 1867 werd het permanent bewoond door Charlotte van België, ex-keizerin van Mexico. Het werd in 1879 door brand verwoest. In 1897 verrees op dezelfde plaats het Koloniënpaleis.

## Geschiedenis

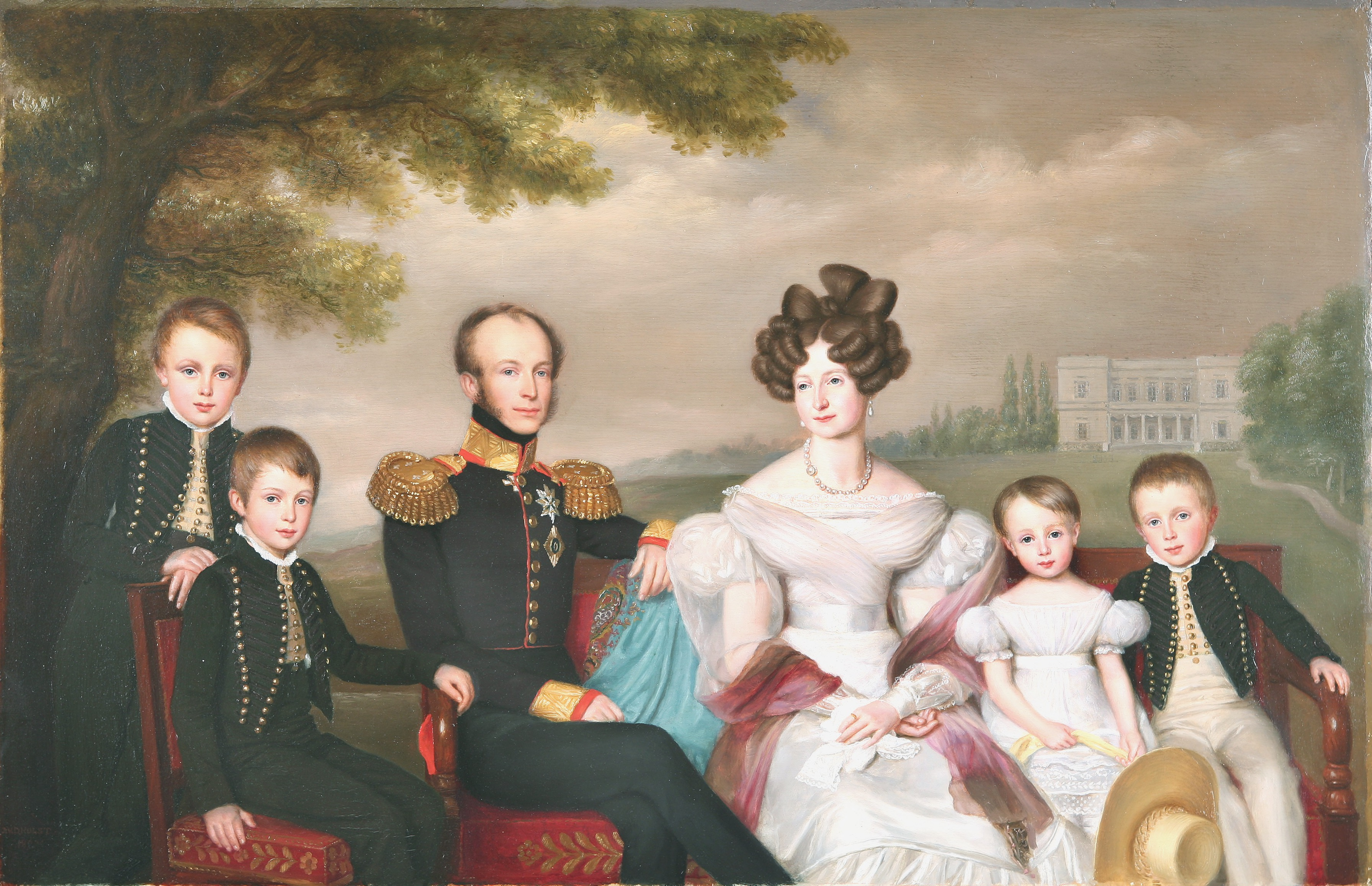
Jan Baptist van der Hulst,De Prins van Oranje met zijn gezin voor het paviljoen van Tervuren

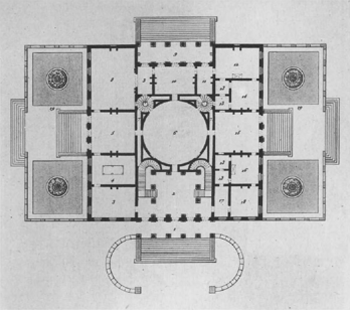
Grondplan (1827)

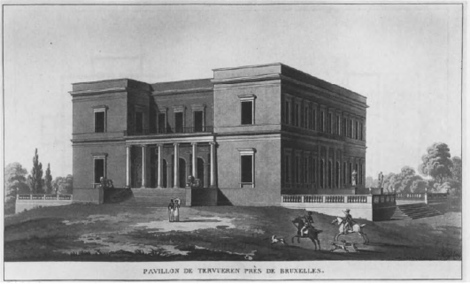
Hoofdgevel (1827)

### Willem van Oranje
In het najaar  van 1815 wordt besloten om het voormalige Hertogelijke domein van Tervuren aan de Prins van Oranje te schenken. Omdat het oude Kasteel van Tervuren in 1782 was afgebroken mag hij er op kosten van de schatkist een nieuwe zomerresidentie laten optrekken. De Kroonprins krijgt het park en de fondsen cadeau van de natie als blijk van erkentelijkheid voor zijn heldhaftige optreden in de Slag bij Waterloo. De bouwwerken - die beginnen in 1817 en pas vijf jaar later worden voltooid - zullen 794.000 francs kosten. Het nieuwe verblijf wordt aan de noordwestelijke rand van het oude ommuurde jachtgebied of 'warande' gebouwd. Het domein wordt daartoe uitgebreid met het westelijke deel van het Lokkaartsveld. Zelfs de Leuvensesteenweg wordt in noordelijke richting verlegd. Het nieuwe paviljoen wordt rijkelijk ingericht en versierd, onder meer met reliëfs van de beroemde Franse beeldhouwer François Rude die dan in ballingschap in Brussel verblijft. Het gebouw wordt omgeven door terrassen en tuinen. In oostelijk richting strekt zich een tuin in Italiaanse stijl uit die wordt versierd met neoklassieke standbeelden, waaronder een Claudius Civilis, van de hand van de beeldhouwer Jean-Louis Van Geel. 

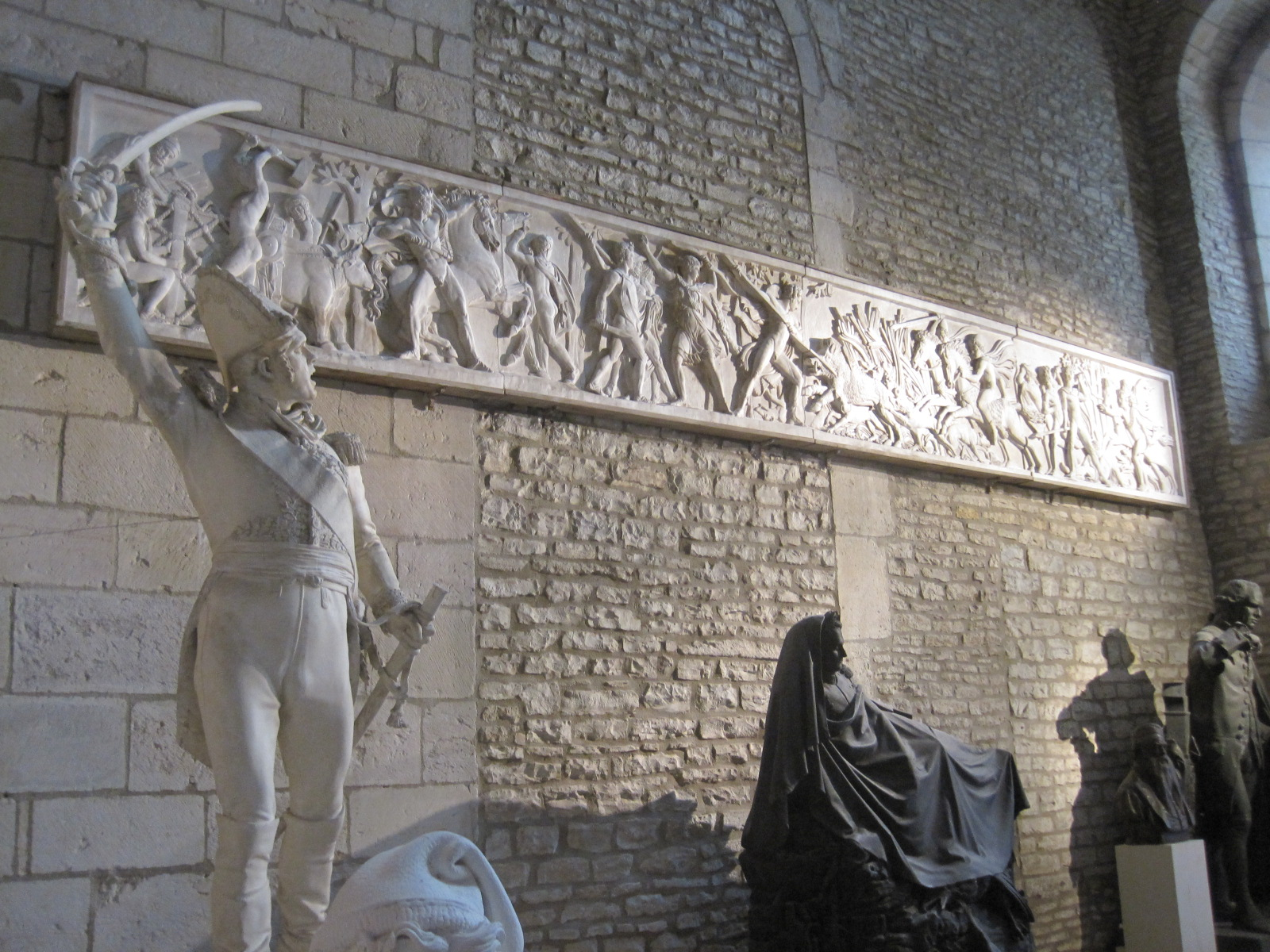
Afgietsel van het reliëf de 'Jacht van Meleager' van François Rude. Het origineel ging verloren in de brand van 1879.

### Leopold II

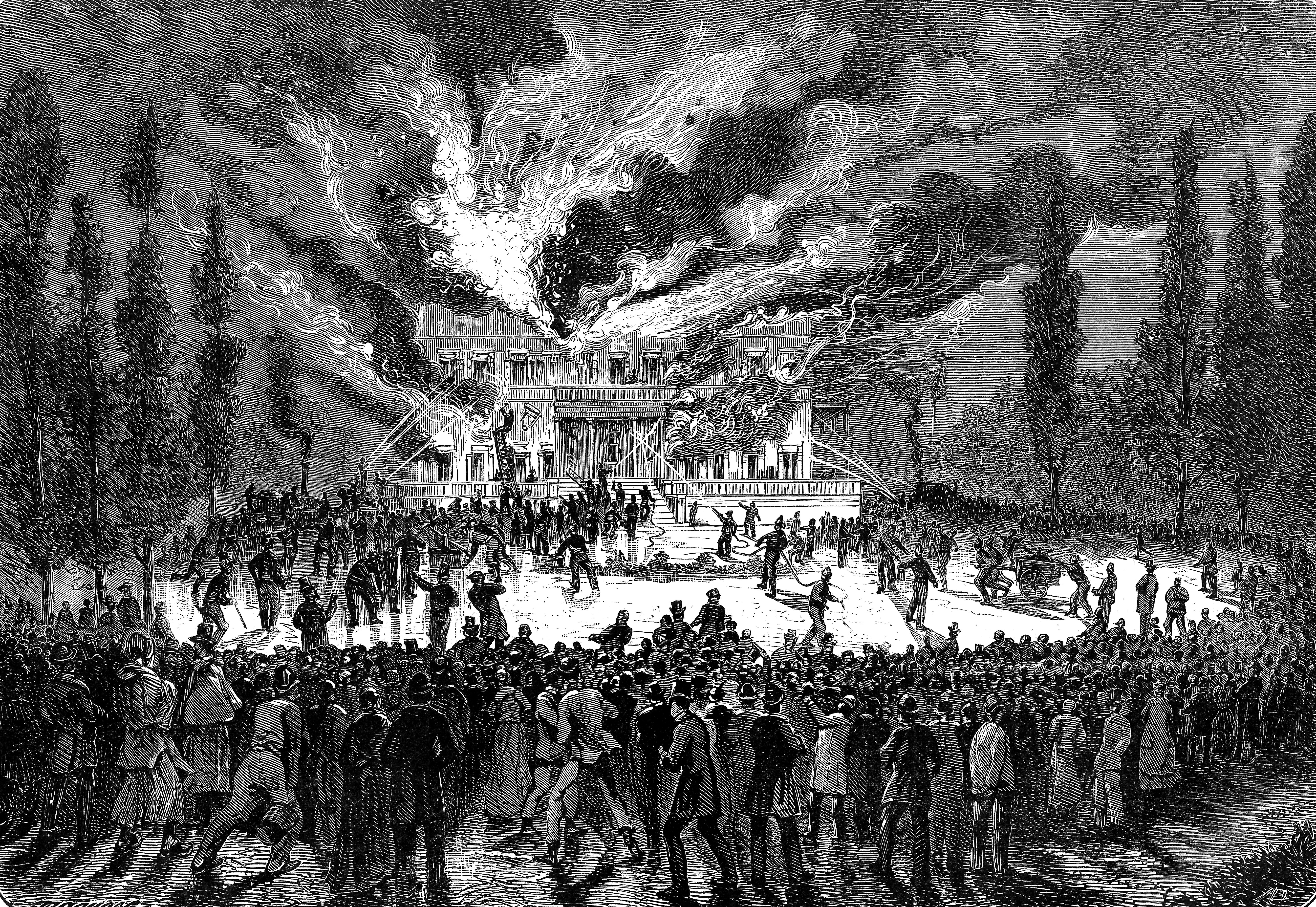
Brand van het Paviljoen van Tervuren, gravure door Auguste Trichon (1879).

Wanneer de Oranjes ten gevolge van de Belgische revolutie het land moeten verlaten komen hun bezittingen in Tervuren onder sekwester te staan. In 1835 wordt het domein met al zijn gebouwen toegewezen aan de nieuwe vorst Leopold I. Hij maakt het op zijn beurt in 1853 over aan zijn zoon Leopold, Hertog van Brabant, de latere Leopold II. De kroonprins heeft belangstelling voor het park dat hij gedeeltelijk laat heraanleggen. Het paviljoen wordt niet permanent bewoond en blijft ongewijzigd. 

### Charlotte van België
Na haar terugkeer in België in de zomer van 1867 neemt Charlotte van België, ex-keizerin van Mexico en zuster van Leopold II, voor enkele maanden haar intrek in het paviljoen. Het gebouw blijkt echter onvoldoende gemeubileerd en niet goed aangepast aan het koude seizoen. Charlotte neemt op 8 oktober 1867 haar intrek bij haar broer en schoonzus in het Kasteel van Laken. Pas in mei 1869 keert ze in het aangepaste paviljoen terug. Zevenendertig personen staan er tot haar dienst, waaronder vijf lakeien die haar aan tafel bedienen. In de nacht van 2 maart 1879 breekt er brand uit in het paviljoen. Keizerin Charlotte wordt tijdig door haar hofdames gewekt en ontsnapt aan de vlammen. Ze neemt vervolgens haar intrek in het Kasteel van Bouchout waar ze tot aan haar dood zal verblijven. Het paviljoen zal niet worden heropgebouwd. Pas achtentwintig jaar later laat Leopold II er naar aanleiding van de Koloniale tentoonstelling van Tervuren en de Wereldtentoonstelling van Brussel er het zogenaamde 'Koloniënpaleis' bouwen. Een tentoonstellingsruimte die zijn koloniale project in Congo moet promoten.

## Beschrijving
We krijgen een vrij gedetailleerd beeld van het verdwenen paviljoen en zijn inrichting door een beschrijving van F. Gauwens uit 1837:
De tuinen die het paviljoen omringen zijn aangelegd in Italiaanse stijl. Men bemerkt er een standbeeld van Claudius Civilis dat is gemaakt door de beeldhouwer Jean-Louis Van Geel. De hoofdgevel ligt aan de steenweg van Tervuren naar Leuven die in 1824 werd aangelegd. De gevel wordt gesierd door een portiek ondersteund door zes alleenstaande zuilen van de Ionische orde vervaardigd in blauwe hardsteen en bedekt door een opmerkelijk stijlvol hoofdgestel. Men kan deze portiek met het rijtuig bereiken via twee hellingen aan weerszijden die worden begrensd door steunmuren en aan de uiteinden zijn versierd met leeuwen gemaakt naar een ontwerp van Van Geel. Deze beeldhouwer leverde ook het ontwerp voor de Leeuw van Waterloo. Onder deze portiek bevinden zich vijf boogvormige deuren die toegang geven tot het paviljoen. Boven de deuren is een bas-reliëf geplaatst dat de jacht op het Everzwijn van Calydon voorstelt. Dit bas-reliëf is uitgevoerd door de beeldhouwer François Rude. Hij is eveneens de auteur van het meest opmerkelijke beeldhouwwerk dat de Arc de Triomphe in Parijs siert. Het licht gewelfde plafond dat de portiek overwelfd ondersteunt een terras vanwaar men een panoramisch uitzicht op de omgeving geniet. Van hieruit ziet men een groot aantal klokkentorens, waaronder de torens van Grimbergen, Mechelen en Antwerpen, en het kasteel van Laken. De voornaamste vertrekken van dit paviljoen bevinden zich op één niveau op het gelijkvloers. De indeling is erg mooi. De meest opmerkelijk vertrekken zijn een biljartzaal, een ontvangstsalon, diverse vertrekken voor dagelijks gebruik, een boudoir, een eetzaal en een salon in Italiaanse stijl. Zelfs na de enorme vooruitgang die de parketnijverheid de laatste jaren in België heeft geboekt, behoren de parketvloeren nog steeds tot de fraaiste die hier ten lande kunnen worden gezien. Ze werden vervaardigd in de ateliers van Dhr. Sachman, die ook al het prachtige meubilair van deze woning liet maken. De meeste vertrekken zijn gedecoreerd met zeer smaakvol geschilderde wand- en plafonddecoraties. De uitvoering ervan stond onder leiding van de heren Gineste en Lesueur. Bas-reliëfs geschilderd door Van Der Haert, kunstenaar van grote verdienste, sieren vier van de lange panelen die in de ontvangstsalon zijn geplaatst. Ze stellen voor; een Romeinse triomfstoet, wagenrennen, een offerscène en een gevechtsscène. De open haard in de eetkamer is opmerkelijk. Hij wordt bekroond door een enkele, doorlopende spiegel, waardoor men geniet van een zeer aangenaam uitzicht. Men kan van hier uit het park, de vijvers van het oude kasteel en een deel van het dorp zien. De muren van deze eetkamer zijn bekleed met rood geaderd marmer gewonnen uit steengroeven in de provincie Luxemburg. De  steen kan concurreren met de mooiste marmers die in Europa bekend zijn. Het is aan de uitstekende smaak van architect Vander Straeten te danken dat dit marmer voor deze bestemming werd gebruikt. De meest opmerkelijke schoorsteenmantel is geplaatst in het salon dat deel uitmaakt van de vertrekken van de prinses van Oranje, en is ingelegd met Italiaans mozaïek. Op een zwarte achtergrond zijn vruchten, bloemen en vogels in verschillende kleuren voorgesteld. De inrichting van de ontbijtzaal is bewonderenswaardig rijk en elegant. Boven de vier deuren die toegang geven tot dit vertrek zijn vier schilderijen geschilderd door Mme. Rude geboren Frémiet. Ze stellen steeds een muze voor, vergezeld door twee genieën. De pilasters die men in deze woonkamer opmerkt, zijn gedecoreerd met slingers en boeketten van vruchten die naar de natuur zijn geschilderd door Scarron, kunstenaar die tegenwoordig op dit vlak een welverdiende reputatie geniet. Dit vertrek kijkt uit over de weg van Tervuren naar Brussel, het dorp, het kasteel van Ravestein en het Zoniënwoud. De Italiaanse salon bevindt zich in het midden van het gebouw en heeft een cirkelvormig grondplan. In het midden van het plafond, dat is gebouwd in de vorm van een koepel, is een daklantaarn geplaatst waardoor dit vertrek wordt verlicht. Deze kamer is prachtig gedecoreerd met gipsen ornamenten in een uitstekende stijl uitgevoerd volgens modellen geleverd door de gebroeders Manduau, beeldhouwers uit Leuven. Vanaf de grond tot aan de eerste verdieping is deze zaal bekleed met wit gepolijst stucwerk. Boven een lijst die rond het hele vertrek loopt bevinden zich acht bas-reliëfs met een bewonderenswaardige compositie, in plaaster uitgevoerd door François Rude. Zij stellen verschillende episodes uit het leven van Achilles voor. Vanaf een galerij ter hoogte van de eerste verdieping reiken zestien alleenstaande zuilen van de Corinthische orde tot aan het plafond.